# Vicente Bokalic Iglic
Vicente Bokalic Iglic, CM (Lanús, 11 de juny de 1952) és un cardenal i arquebisbe catòlic argentí del 22 de juliol de 2024 arquebisbe de Santiago del Estero i Primat de l'Argentina.

## Biografia
Vicente Bokalic Iglic va néixer l'11 de juny de 1952 a Lanús. És fill d'una parella d'immigrants originària d'Eslovènia.

### Formació i ministeri sacerdotal
Va cursar els estudis primaris a l'escola parroquial "San José de Pompeo" de Lanús i els estudis secundaris a l'Escola Apostòlica d'Escobar.
Va ingressar al seminari major de la Congregació de la Missió de San Miguel i va estudiar filosofia al Colegio Máximo de San José i teologia a la Facultat de Teologia de la Pontifícia Universitat Catòlica Argentina.
L'any 1970 va entrar oficialment a la Congregació i va fer la professió solemne el 5 de juny de 1976 . L'1 d'abril de 1978 va ser ordenat sacerdot al santuari de la Mare de Déu de la Medalla Miraculosa al barri del Parque Chacabuco de Buenos Aires per monsenyor Alfredo Mario Espósito Castro, bisbe de Zárate-Campana. Posteriorment es va encarregar de la pastoral vocacional i juvenil a Escobar i Buenos Aires; vicari parroquial de la parròquia del santuari de Nostra Senyora de la Medalla Miraculosa al barri del Parque Chacabuco de Buenos Aires des de 1981; formador i economista del seminari major de la seva Congregació a San Miguel de 1983 a 1986; superior de la mateixa de 1987 a 1990; regidor provincial del 1987 al 1993; novament vicari parroquial de la parròquia del santuari de la Mare de Déu de la Medalla Miraculosa de 1991 a 1993; missioner a la prelatura territorial de Deán Funes de 1994 a 1997; novament superior del seminari de la seva Congregació a San Miguel de 1997 a 2000; novament conseller provincial del 1997 al 2003; missioner i rector de la diòcesi de Goya; del 2000 al 2003 i superior provincial del desembre del 2003 al desembre del 2009. Acabat aquest càrrec va tornar a exercir el ministeri pastoral al santuari de la Mare de Déu de la Medalla Miraculosa.

### Ministeri episcopal
El 15 de març de 2010, el papa Benet XVI el va nomenar bisbe auxiliar de Buenos Aires, assignant-li simultàniament la seu titular de Summa. Va rebre l'ordenació episcopal el 29 de maig següent al santuari de Nostra Senyora de la Medalla Miraculosa al barri del Parque Chacabuco de Buenos Aires de mans del cardenal Jorge Mario Bergoglio, arquebisbe metropolità de Buenos Aires, co-consagrant Andrés Stanovnik, arquebisbe metropolità de Corrientes, i Mario Aurelio Poli, bisbe de Santa Rosa. Va exercir com a vicari episcopal del vicariat del Centre.
El 23 de desembre de 2013, el papa Francesc el va nomenar bisbe de Santiago del Estero, succeint a Francisco Polti Santillán, que es va jubilar després d'haver arribat al límit d'edat. Va prendre possessió de la diòcesi el 9 de març següent amb una cerimònia celebrada a la catedral basílica de Nostra Senyora del Carme a Santiago del Estero.
El 6 de juny de 2015 va ser rebut en audiència papal, mentre que el 16 de maig de 2019 va participar en la visita ad limina juntament amb la resta de bisbes argentins.
El 22 de juliol de 2024, la diòcesi de Santiago del Estero va ser elevada al rang d'arxidiòcesi i es va convertir en el seu primer arquebisbe. Al mateix temps, el pontífex va traslladar a aquesta seu el títol de Primat de l'Argentina fins aleshores que ostentava l'arquebisbe metropolità de Buenos Aires.
El 6 d'octubre de 2024 el Papa va anunciar la seva creació com a cardenal en el consistori previst per al 7 de desembre del mateix any.